# Danville (Virginia)
Danville ist eine Stadt im Süden des US-Bundesstaates Virginia, die keinem County angehört (independent city). Nach den Ergebnissen der Volkszählung des Jahres 2020 hatte die Stadt 42.590 Einwohner bei einer Fläche von 113,8 km².

## Geschichte
Danville war letzte Hauptstadt der Konföderierten Staaten von Amerika. Vom 3. bis 10. April 1865 war Jefferson Davis mit seinem Kabinett im Haus von Major William T. Sutherlin einquartiert. Während dieser kurzen Zeit war Danville auch die Hauptstadt von Virginia.
Zuvor war die Richmond and Danville Railroad (1847–1894) im Amerikanischen Bürgerkrieg die wichtigste Versorgungslinie der Hauptstadt der Konföderierten Richmond (Virginia).
| Jahr      | 1980   | 1990   | 2000   | 2005   | 2010   | 2020   |
| --------- | ------ | ------ | ------ | ------ | ------ | ------ |
| Einwohner | 45.642 | 53.056 | 48.411 | 46.143 | 43.055 | 42.590 |

## Söhne und Töchter der Stadt
- William Lewis Cabell (1827–1911), General der Konföderierten Staaten von Amerika im Amerikanischen Bürgerkrieg
- George Cabell (1836–1906), Politiker; Oberst im Heer der Konföderation
- J. Hamilton Lewis (1863–1939), Oberst und Politiker
- Nancy Astor (1879–1964), britische Politikerin
- William D. Byron (1895–1941), Politiker
- Camilla Williams (1919–2012), Opernsängerin (Sopran)
- Charles Tyner (1925–2017), Schauspieler
- Clarence 13X (1928–1969), Gründer der Nation of Gods and Earths
- Margaret Livingstone (* 1950), Neurowissenschaftlerin
- Tony Rice (1951–2020), Bluegrass-Musiker
- Ricky Van Shelton (* 1952), Country-Sänger
- Hank Skinner (1962–2023), Häftling und Todeskandidat
- Tammy Kernodle (* 1969), Musikwissenschaftlerin
- Terrell Edmunds (* 1997), Footballspieler
- Tremaine Edmunds (* 1998), Footballspieler